# Akhna
Akhna (Άχνα, en grec) est une localité de Chypre, située dans le district de Famagouste, juste au nord de la ligne verte, dans la zone sous contrôle des chypriotes turcs.

## Histoire
De nombreuses trouvailles archéologiques attestent que, dans l'Antiquité, le village d'Akhna est un sanctuaire d'Artémis-Cybèle. Au XIXe siècle, Max Ohnefalsch-Richter effectue des fouilles et vend ses découvertes à des musées européens. De nouvelles excavations ont lieu en 1966.
Avant l'invasion de Chypre par la Turquie, le village, peuplé de Grecs, vit de la production d'une pomme de terre locale, de couleur rouge, riche en fer puisé dans le sol dans lequel elle est cultivée. En 1974, quelques jours après le cessez-le-feu officiel, Akhna est occupé par les troupes turques et les habitants sont déportés. Le village est mis à sac, avant de faire ensuite partie de la zone tampon des Nations unies. Il est maintenant inhabité.
Les habitants construisent, dans la forêt d'Akhna (Δασάκι της Άχνας, Dasaki tis Akhnas), un campement provisoire de tentes (Akhna Refugee Camp). Quelques années plus tard, un nouveau village est édifié, à quelques centaines de mètres à peine de son emplacement originel, à l'intérieur du périmètre de la base de Dekhelia.
En 2006, un camp de détention est construit à Akhna. Il accueille des réfugiés libanais fuyant la guerre au Liban.

## Géographie
Akhna est sur le fuseau horaire EET (UTC+2) en hiver et EEST (UTC+3) en été.
Les villages voisins sont Kalopsida, Akheritou, Avgorou, Ormidia, Xylotympou, Pergame et Makrasyka.

## Démographie
En 2001, le village compte 1 952 habitants.

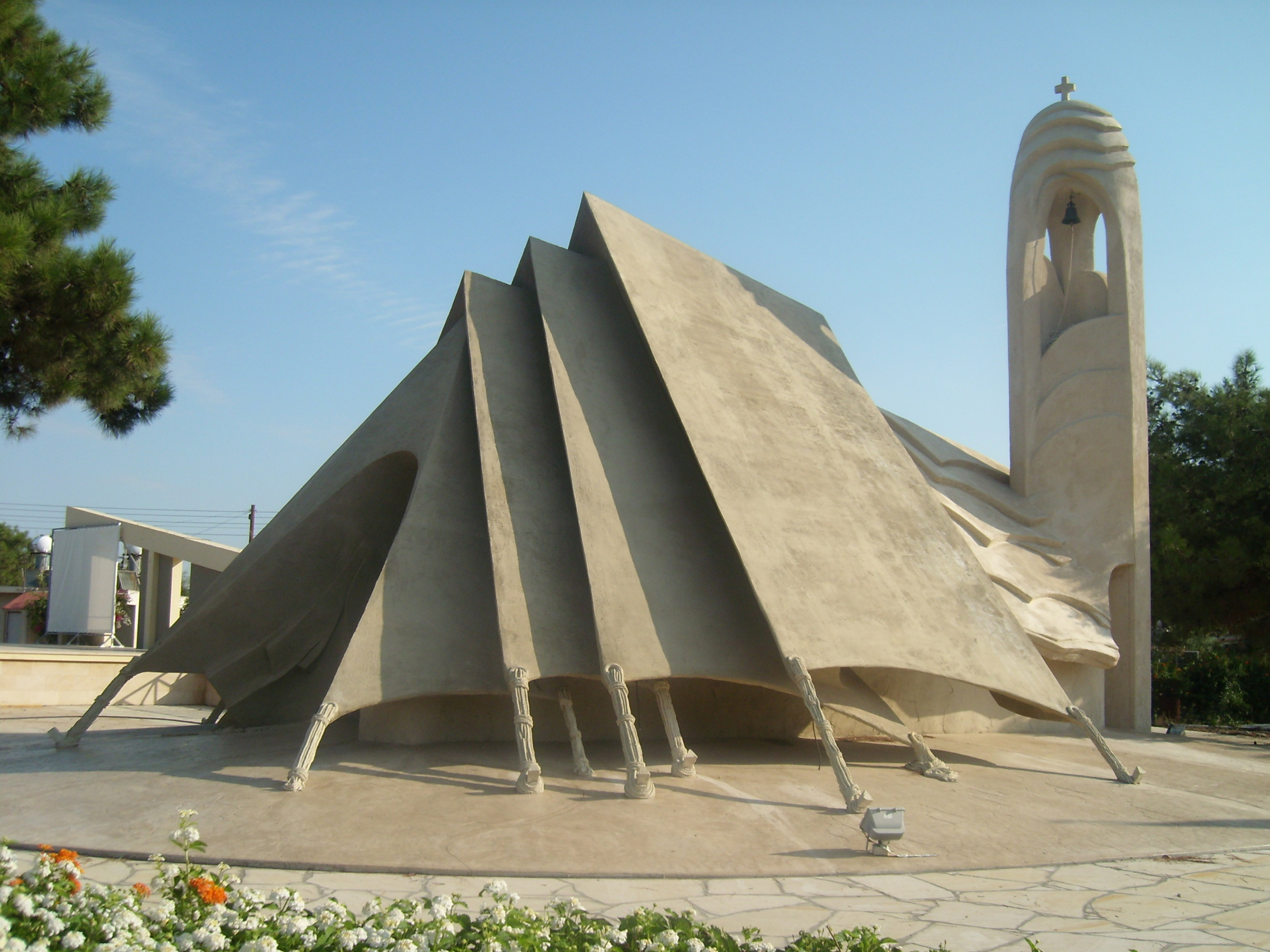
L'église commémorative Dasaki tis Akhnas adopte symboliquement la forme des tentes de campagne qui ont abrité les réfugiés après 1974.

| 1946  | 1960  | 1982  | 1992  | 2001  |
| ----- | ----- | ----- | ----- | ----- |
| 1 983 | 1 833 | 1 593 | 1 763 | 1 952 |

## Tourisme
Les pêcheurs fréquentent le barrage d'Akhna. Les environs du village attirent les ornithologues. L'hypolais pâle (Hippolais pallida) a notamment été signalé au barrage en avril 2009.

## Sports
Akhna est connu pour son équipe de football, l'Ethnikos Akhna, qui gagne la Coupe Intertoto de l'UEFA 2006. L'équipe joue au stade Dasaki tis Akhnas qui comporte 5 550 places.

## Personnalités liées à Akhna
Kyriakos Charalambidis (né en 1940), écrivain.